# コルネリス・ブルーマールト
コルネリス・ブルーマールト（Cornelis Bloemaert II、1603年ころ - 1692年9月28日）はオランダの版画家、画家である。

## 略歴
ユトレヒトで生まれた。父親は有名な画家のアブラハム・ブルーマールト（1566-1651）で、画家および版画家になった4人の兄弟の2番目の息子である。同名の建築家、彫刻家の祖父、コルネリス・ブルーマールト（Cornelis Bloemaert (I):1854-1593）と区別するために、「Cornelis Bloemaert II」と表記される。
父親から学び、ユトレヒトで活動していた画家のヘラルト・ファン・ホントホルストからも絵を学んだ。その後、版画家のクリスペイン・ファン・デ・パッセ（Crispijn (van) de Passe : c.1564-1637）から版画を学んだ。版画家として知られるようになり、1630年から1633年の間、パリに移り、収集家のミシェル・ド・マロレス（Michel de Marolles: 1600-1681）が出版した復刻版画集「Tableaux du temple des muses tirez du cabinet de feu Mr Favereau」のための版画復刻の仕事をした。
1633年にヨアヒム・フォン・ザンドラルト（1606-1688）に推薦を受けて、ローマの銀行家で美術収集家のヴィンチェンツォ・ジュスティニアーニ（Vincenzo Giustiniani: 1564–1637）に招かれて、ローマに移った。ローマではヨアヒム・フォン・ザンドラルトの指揮下でジミニャーニ家の美術品の図入り目録作成のため働いた。ピエトロ・ダ・コルトーナやドメニキーノ、チーロ・フェリ（Ciro Ferri）、ジャチント・ジミニャーニといった画家の作品や、ジュスティニアーニが所有するヨアヒム・フォン・ザンドラルトの素描をもとに版画を制作した。
レイニール・ファン・ペルセイン（Reinier van Persijn: 1615-1668）やテオドール・マータム（Theodor Matham: c.1605-1606）といった版画家とも一緒に働いた。一時的にフィレンツェで働くこともあったが、亡くなるまでローマで働いた。
風俗画や宗教画、建物を題材にした作品、肖像画を残した。

## 作品

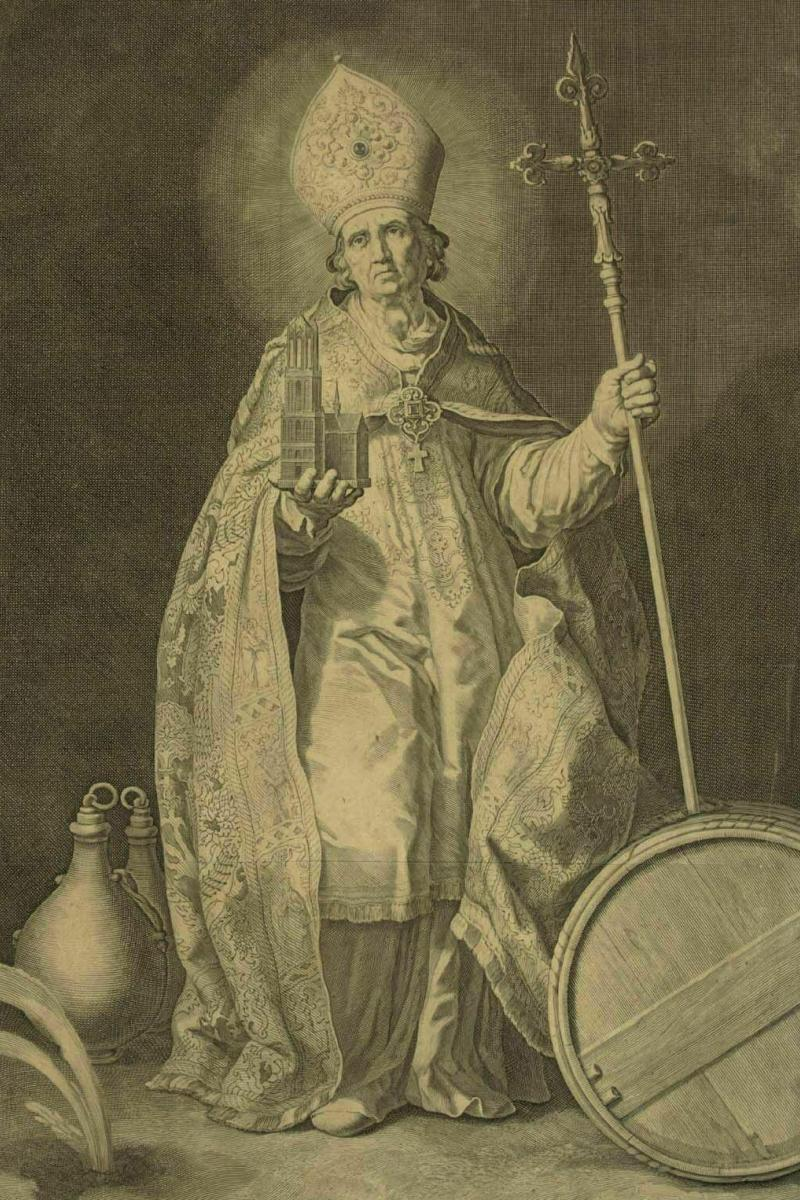
「聖ウィリブロルド」(原画:アブラハム・ブルーマールト)(c.1630)
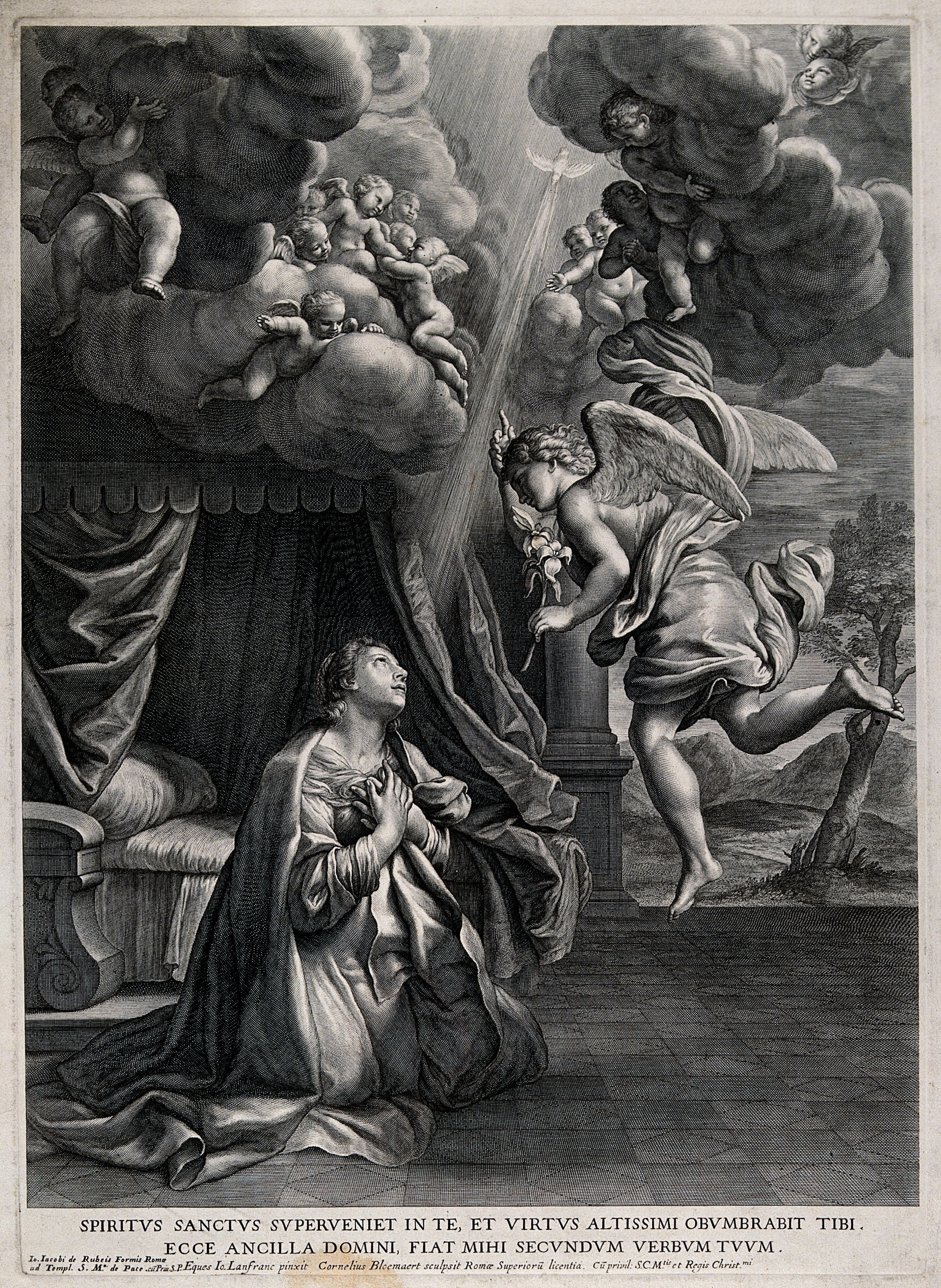
「受胎告知」(原画:ジョヴァンニ・ランフランコ)(c.1650)
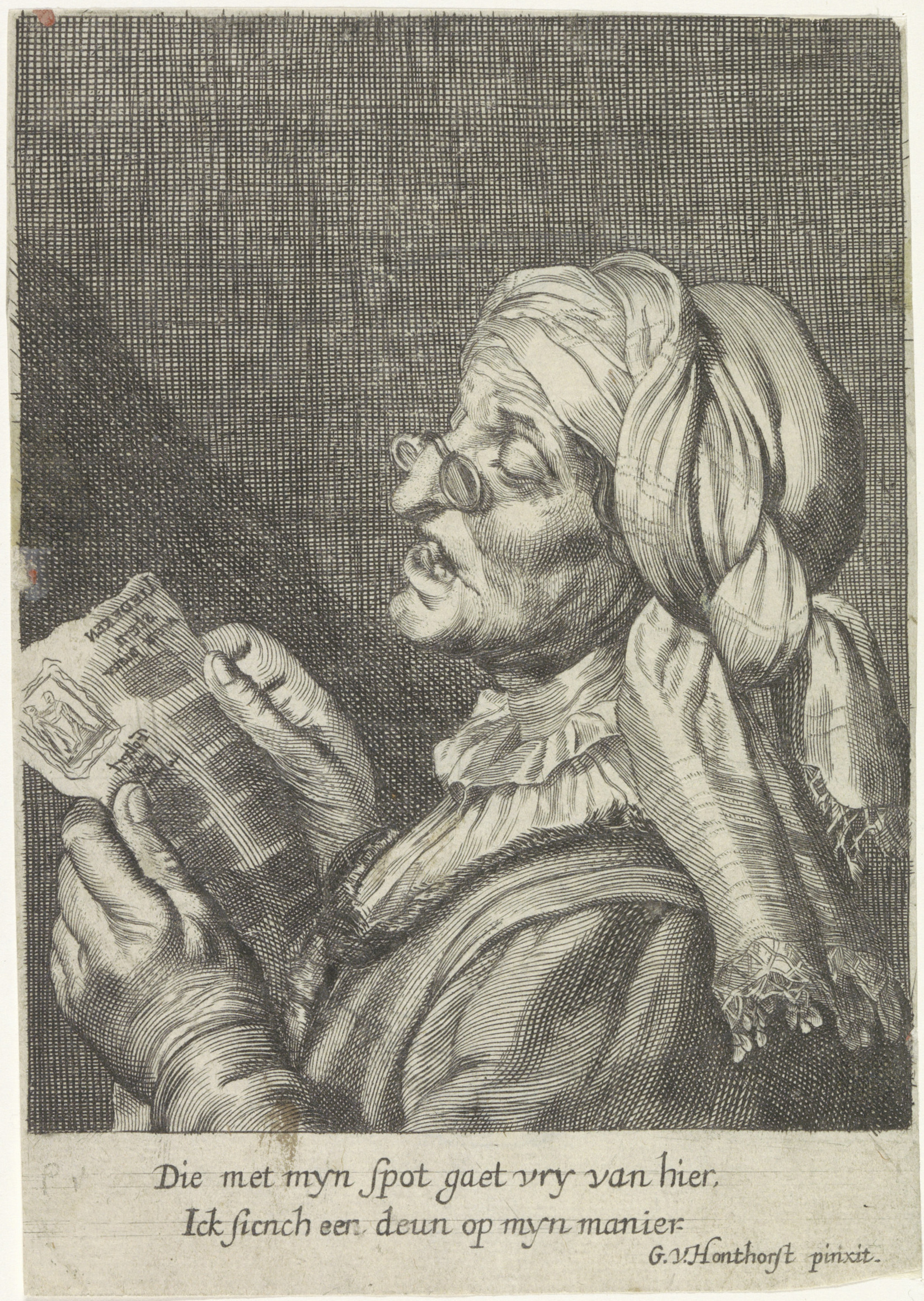
「歌う女性」(原画:ヘラルト・ファン・ホントホルスト)
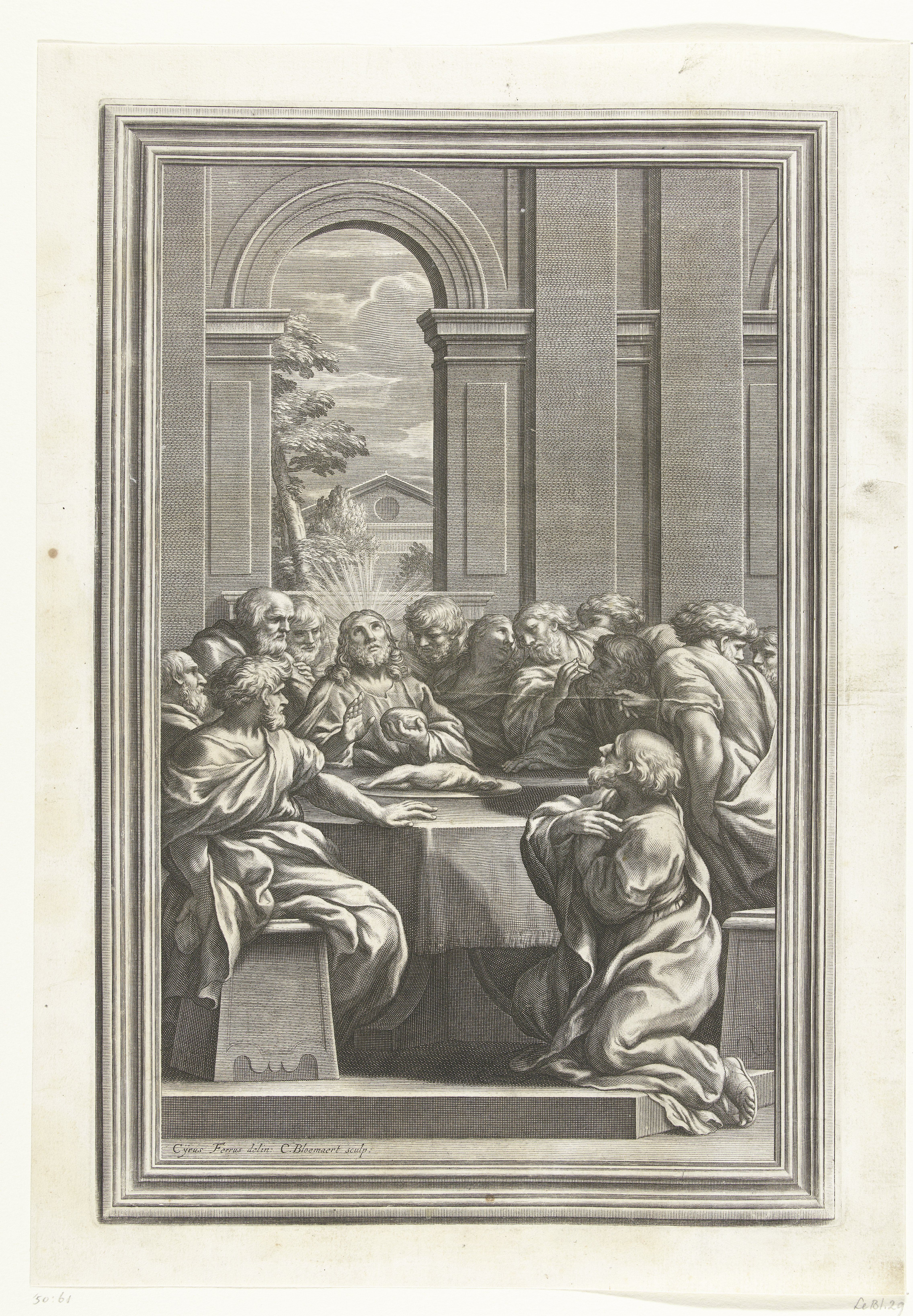
「最後の晩餐」(原画:チーロ・フェリ)